# Iwan Fjodorowitsch Perewersew
Iwan Fjodorowitsch Perewersew (russisch Иван Фёдорович Переверзев; * 3. September 1914 in Kusminski, Russisches Kaiserreich; † 23. April 1978 in Moskau) war ein sowjetischer Schauspieler.

## Leben und Leistungen

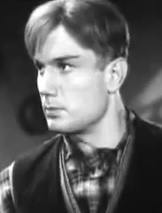
Iwan Perewersew in Goldsucher (1941)

Der Bauernsohn Perewersew absolvierte bis 1938 eine Schauspielausbildung und erhielt danach ein Engagement am Theater der Revolution. Eine seiner bekanntesten Rollen war die des Laertes in Shakespeares Hamlet. Zugleich trat er als Komparse in Filmen auf, ehe ab den 40er Jahren auch gelistete Rollen folgten. Seine Filmografie umfasst 88 Werke, darunter viele Historienfilme. So porträtierte er z. B. im Jahr 1961 Wassili Dokutschajew. Ab 1945 trat er außerdem am Theater der Kinoschauspieler auf, u. a. in Die schuldlos Schuldigen von Alexander Ostrowski.
Perewersew erhielt eine Vielzahl von Auszeichnungen, u. a. die Titel Verdienter Künstler der RSFSR (1951), Volkskünstler der RSFSR (1966) und Volkskünstler der UdSSR (28. März 1975), die Medaille „Für heldenmütige Arbeit im Großen Vaterländischen Krieg 1941–1945“ (1946) und den Orden Zeichen der Ehre (1950). Im Jahr 2006 wurde er mit einem Beitrag in der Dokumentarfilmreiche Как уходили кумиры (Kak uchodili kumiry) gewürdigt. Nach ihm ist ebenfalls ein auf dem Asowschen Meer verkehrendes Dampfschiff benannt.

## Privates
Perewersew war viermal verheiratet, seine letzte Frau war die über 25 Jahre jüngere Schauspielerin Olga Solowiewa, die er bei Dreharbeiten kennen lernte und die ebenfalls schon einmal verheiratet war. Beide gingen am 13. Januar 1968 in Odessa die Ehe ein, aus dieser Verbindung stammt ihr Sohn Theodor.
Obwohl Perewersew gegen Ende seines Lebens sowohl Alkohol als auch Nikotin entsagte, war seine Gesundheit so angegriffen, dass er sich z. T. durch seinen Freund Eugen Wesnik synchronisieren lassen musste. Perewersew starb im Alter von 63 Jahren in Moskau und fand auf dem Kunzewoer Friedhof die letzte Ruhe.

## Filmografie (Auswahl)
- 1941: Goldsucher (Paren is taigi)
- 1942: Das Zauberkorn (Wolschebnoje serno)
- 1947: Der Weg zum K.O. (Perwaja pertschatka)
- 1948: Der dritte Schlag (Tretij udar)
- 1951: Gesprengte Fesseln (Taras Schewtschenko)
- 1951: Ritter des goldenen Sterns (Kawaler Solotoi Swesdy)
- 1953: Sadkos Abenteuer (Sadko)
- 1953: Schiffe stürmen Bastionen (Korawli schtyrmujut bastiony)
- 1953: Segel im Sturm (Admiral Uschakow)
- 1955: Meine Frau (Urok schisni)
- 1956: Geheimnis der ewigen Nacht (Taina wetschnoi notschi)
- 1958: Das Mädchen aus Kiew (Kijanka)
- 1958: Daß es dich gibt … (Dorogoi moi tschelowek)
- 1959: Blaue Pfeile (Golubaja strela)
- 1959: Der Himmel ruft (Nebo sowjot)
- 1961: Das purpurrote Segel (Alye parusa)
- 1964: Die Stille (Tischina)
- 1964: Treff in der Arbatgasse (Sokrowischtscha pespubliki)
- 1967: Der Kundschafter (Silnye duchom)
- 1968: Neue Abenteuer der geheimnisvollen Rächer (Nowye prikljutschenija neulowimych)
- 1969: Zeit zu leben (Tolko prawda)
- 1971: Befreiung (Oswoboschdenije)
- 1972: Reife Kirschen (pelye wischni)
- 1974: Mord auf englische Art (Tschisto anglijskoje ubijstwo)
- 1975: Front ohne Flanken (Front bes flangow)
- 1978: Front hinter der Frontlinie (Front sa liniej fronta)